# Podgora (Kumrovec)
Podgora falu Horvátországban Krapina-Zagorje megyében. Közigazgatásilag Kumrovechez tartozik.

## Fekvése
Zágrábtól 36 km-re északnyugatra, községközpontjától 4 km-re délkeletre, a Horvát Zagorje északnyugati részén, a szlovén határ közelében fekszik.

## Története
A településnek 1857-ben 144, 1910-ben 135 lakosa volt. Trianonig Varasd vármegye Klanjeci járásához tartozott. A településnek 2001-ben 42 lakosa volt.

## Külső hivatkozások
Kumrovec község hivatalos oldala